# Драконы (D&D)
Драконы Dungeons and Dragons — вымышленные существа из настольной ролевой игры Dungeons and Dragons. Эти драконы оказали большое влияние на формирование современного образа дракона. Их классификация встречается в большом количестве компьютерных игр и фэнтези-произведений.

## Общее описание
Все виды драконов крылаты, используют в качестве оружия свои когти, зубы, крылья, хвосты и дыхание. Также могут использовать заклинания, обладают иммунитетом к магии, вдобавок старшие из драконов - имеют ауру ужаса.
С возрастом дракон становится только сильнее, проходя через ряд возрастных категорий. Высшая категория (полный расцвет сил) начинается не раньше двухтысячелетнего возраста дракона. Для победы над драконом важно знать не только его вид, но и возраст, так как возможности детёныша, взрослого и древнего дракона сильно различаются.
Драконы - покрыты чешуёй, откладывают яйца, однако рептилиями не являются. Скапливают сокровища. У драконов хорошие слух и зрение, а обоняние очень развито, позволяя дракону сражаться одинаково хорошо с открытыми и закрытыми глазами. Практически все наделены умом, многие умеют превращаться в гуманоидов и даже скрещиваться со многими другими видами существ. Потомки драконов имеют какие-либо драконьи черты, в частности, способность применять заклинания без заучивания. Поскольку в D&D такой способностью обладают все колдуны и барды, среди их предков были драконы.

## Классификация
Изначально в D&D было 10 видов драконов, исключая двух уникальных, которые делились на два типа: цветные и металлические. В третьей редакции драконов разделили на истинных драконов, которые растут по возрастным категориям (от Змеёныша до Великого Змия), и низших драконов, не растущих и в большинстве своём имеющие более слабые способности. Примеры низших драконов — Виверна и Драконовая черепаха.

### Истинные драконы

#### Цветные драконы
Цветные драконы обычно злого мировоззрения. Изначально к ним относились Чёрный дракон, Красный дракон, Белый дракон, Синий дракон и Зелёный дракон. Богиней цветных драконов принято считать Тиамат, хотя далеко не все цветные драконы поклоняются ей. В 4-й редакции Дракономикона появились Фиолетовые драконы, Коричневые драконы и Серые драконы, изначально никак не связанные с Тиамат.

#### Металлические драконы
Металлические драконы обычно доброго мировоззрения. Изначально к ним относились Латунный дракон, Бронзовый дракон, Медный дракон, Серебряный дракон и Золотой дракон. Основное божество металлических драконов — Бахамут, платиновый дракон.

#### Самоцветные драконы
Самоцветные драконы обычно нейтрального мировоззрения. Изначально к ним относились Сапфировый дракон, Аметистовый дракон, Изумрудный дракон, Топазовый дракон и Хрустальный дракон. Основное божество самоцветных драконов — Сардиор, рубиновый дракон.

#### Железистые драконы
Железистые драконы обычно законопослушного мировоззрения. К ним относятся Вольфрамовый дракон, Кобальтовый дракон, Железный дракон, Никелевый дракон и Хромовый дракон. Публиковались в журнале «Dragon». Железистые драконы могут чувствовать обычные металлы. Кроме того, у железистых драконов строгая иерархия, в которой более старшие драконы диктуют правила для более младших. Иерархия, с более сильных до более слабых, такова: Железные, Хромовые, Кобальтовые, Вольфрамовые, Никелевые. Груаглотор — высший лидер железистых драконов.

##### Хромовый дракон
- Дыхание дракона: Линия льда (ледяной урон) и конус замораживающих кристаллов (урон к ловкости)
- Обитание: Подземелье или Холмистая зона Арктики
- Мировоззрение: Законопослушный злой
- Появляется в: Журнале «Dragon» #356

Сверкающий, тускло-серебристый дракон, по описанию напоминающий серебряного, стального или мифрилового дракона. Дыхание этого дракона — четыре замораживающих кристалла. Так же эти драконы чрезвычайно злобные.

#### Драконы Лунг
Восточные драконы, как они изначально назывались, появились в оригинальной Fiend Folio (1981), в которой описывались Ли Лунг (земляной дракон), Лунг Ванг (морской дракон), Пан Лунг (спиральный дракон), Шен Лунг (духовный дракон), Т’ин Лунг (небесный дракон) и Ю Лунг (карповый дракон). Тун Ми Лунг (тайфуновый дракон) и Чиан Линг (речной дракон) появились позже, в книге Monstrous Compendium Forgotten Realms Appendix (1989).
Драконы Лунг основаны на восточных драконах (китайских и японских) в противоположность западным истинным драконам, но в окружении Кара-Тура или Рокугана. Драконы Лунг чаще являются аспектами природы, нежели нормальными, физическими существами. Большинство драконов Лунг не имеют драконьего дыхания, но компенсируют это множеством подобными заклинаниям способностями.

#### Планарные драконы
Планарные драконы заселяют Внешние планы. Планарные драконы, в отличие от собратьев, живущих на материальном плане, не получают уровни чародейства, компенсируя этот недостаток большим количеством способностей, подобным заклинаниям. Несмотря на общее название, ареал, внешний вид и мировоззрение у каждого вида разные.